# Jan Wojakowski (zm. 1667)
Jan Wojakowski herbu Brochwicz (zm. w 1667 roku) – chorąży przemyski w latach 1660-1667, podstoli przemyski w latach 1658-1660, łowczy chełmski w latach 1651-1658, sekretarz królewski w 1648 roku.
Syn kasztelana lubaczowskiego Remigiana i Sylwestry Zamoyskiej. 
Poseł na sejm elekcyjny 1648 roku, sejm koronacyjny 1649 roku, sejm 1649/1650 roku, sejm nadzwyczajny 1652 roku, sejm 1655 roku, poseł na sejm zwyczajny 1654 roku i sejm 1659 roku z ziemi sanockiej. Trzynastokrotny marszałek sejmików w latach 1651-1667, sędzia kapturowy ziemi przemyskiej w 1648 roku, poborca ziemi przemyskiej w 1652 roku.